# Stamboom Haakon VII van Noorwegen
Dit is de stamboom van Haakon VII van Noorwegen (1872-1957).
| Stamboom Haakon VII van Noorwegen (1870-1947)                                                 | Stamboom Haakon VII van Noorwegen (1870-1947)                                                                             | Stamboom Haakon VII van Noorwegen (1870-1947)                                                                             | Stamboom Haakon VII van Noorwegen (1870-1947)                                                                             | Stamboom Haakon VII van Noorwegen (1870-1947)                                                                             | Stamboom Haakon VII van Noorwegen (1870-1947)                                                                             | Stamboom Haakon VII van Noorwegen (1870-1947)                                                                          | Stamboom Haakon VII van Noorwegen (1870-1947)                                                                          | Stamboom Haakon VII van Noorwegen (1870-1947)                                                                          | Stamboom Haakon VII van Noorwegen (1870-1947)                                                                          | Stamboom Haakon VII van Noorwegen (1870-1947)                                                                          | Stamboom Haakon VII van Noorwegen (1870-1947)                                                   | Stamboom Haakon VII van Noorwegen (1870-1947)                                                   | Stamboom Haakon VII van Noorwegen (1870-1947)                                                   | Stamboom Haakon VII van Noorwegen (1870-1947)                                                   | Stamboom Haakon VII van Noorwegen (1870-1947)                                                   | Stamboom Haakon VII van Noorwegen (1870-1947)                                                    | Stamboom Haakon VII van Noorwegen (1870-1947)                                                    | Stamboom Haakon VII van Noorwegen (1870-1947)                                                    | Stamboom Haakon VII van Noorwegen (1870-1947)                                                    | Stamboom Haakon VII van Noorwegen (1870-1947)                                                    | Stamboom Haakon VII van Noorwegen (1870-1947)                                                   | Stamboom Haakon VII van Noorwegen (1870-1947)                                                   | Stamboom Haakon VII van Noorwegen (1870-1947)                                                   | Stamboom Haakon VII van Noorwegen (1870-1947)                                                   | Stamboom Haakon VII van Noorwegen (1870-1947)                                                   | Stamboom Haakon VII van Noorwegen (1870-1947)                                                   | Stamboom Haakon VII van Noorwegen (1870-1947)                                                   | Stamboom Haakon VII van Noorwegen (1870-1947)                                                   | Stamboom Haakon VII van Noorwegen (1870-1947)                                                   | Stamboom Haakon VII van Noorwegen (1870-1947)                                                   | Stamboom Haakon VII van Noorwegen (1870-1947)                                                   | Stamboom Haakon VII van Noorwegen (1870-1947)                                                   | Stamboom Haakon VII van Noorwegen (1870-1947)                                                   | Stamboom Haakon VII van Noorwegen (1870-1947)                                                   | Stamboom Haakon VII van Noorwegen (1870-1947)                                                   | Stamboom Haakon VII van Noorwegen (1870-1947)                                                   | Stamboom Haakon VII van Noorwegen (1870-1947)                                                   | Stamboom Haakon VII van Noorwegen (1870-1947)                                                   | Stamboom Haakon VII van Noorwegen (1870-1947)                                                   | Stamboom Haakon VII van Noorwegen (1870-1947)                                                   |
| --------------------------------------------------------------------------------------------- | --- | --- | --- | --- | --- | --- | --- | --- | --- | --- | ----------------------------------------------------------------------------------------------- | ----------------------------------------------------------------------------------------------- | ----------------------------------------------------------------------------------------------- | ----------------------------------------------------------------------------------------------- | ----------------------------------------------------------------------------------------------- | ------------------------------------------------------------------------------------------------ | ------------------------------------------------------------------------------------------------ | ------------------------------------------------------------------------------------------------ | ------------------------------------------------------------------------------------------------ | ------------------------------------------------------------------------------------------------ | ----------------------------------------------------------------------------------------------- | ----------------------------------------------------------------------------------------------- | ----------------------------------------------------------------------------------------------- | ----------------------------------------------------------------------------------------------- | ----------------------------------------------------------------------------------------------- | ----------------------------------------------------------------------------------------------- | ----------------------------------------------------------------------------------------------- | ----------------------------------------------------------------------------------------------- | ----------------------------------------------------------------------------------------------- | ----------------------------------------------------------------------------------------------- | ----------------------------------------------------------------------------------------------- | ----------------------------------------------------------------------------------------------- | ----------------------------------------------------------------------------------------------- | ----------------------------------------------------------------------------------------------- | ----------------------------------------------------------------------------------------------- | ----------------------------------------------------------------------------------------------- | ----------------------------------------------------------------------------------------------- | ----------------------------------------------------------------------------------------------- | ----------------------------------------------------------------------------------------------- | ----------------------------------------------------------------------------------------------- |
| Betovergrootouders                                                                            | Frederik Karel van Sleeswijk-Holstein-Sonderburg-Glücksburg (1757-1816) x 1780 Frederica Amalia van Schlieben (1757-1827) | Frederik Karel van Sleeswijk-Holstein-Sonderburg-Glücksburg (1757-1816) x 1780 Frederica Amalia van Schlieben (1757-1827) | Frederik Karel van Sleeswijk-Holstein-Sonderburg-Glücksburg (1757-1816) x 1780 Frederica Amalia van Schlieben (1757-1827) | Frederik Karel van Sleeswijk-Holstein-Sonderburg-Glücksburg (1757-1816) x 1780 Frederica Amalia van Schlieben (1757-1827) | Frederik Karel van Sleeswijk-Holstein-Sonderburg-Glücksburg (1757-1816) x 1780 Frederica Amalia van Schlieben (1757-1827) | Karel van Hessen-Kassel (1744-1836) x 1766 Louise van Denemarken (1750-1831)                                           | Karel van Hessen-Kassel (1744-1836) x 1766 Louise van Denemarken (1750-1831)                                           | Karel van Hessen-Kassel (1744-1836) x 1766 Louise van Denemarken (1750-1831)                                           | Karel van Hessen-Kassel (1744-1836) x 1766 Louise van Denemarken (1750-1831)                                           | Karel van Hessen-Kassel (1744-1836) x 1766 Louise van Denemarken (1750-1831)                                           | Frederik van Hessen-Kassel (1747-1837) x 1786 Carolina van Nassau-Usingen (1762-1823)           | Frederik van Hessen-Kassel (1747-1837) x 1786 Carolina van Nassau-Usingen (1762-1823)           | Frederik van Hessen-Kassel (1747-1837) x 1786 Carolina van Nassau-Usingen (1762-1823)           | Frederik van Hessen-Kassel (1747-1837) x 1786 Carolina van Nassau-Usingen (1762-1823)           | Frederik van Hessen-Kassel (1747-1837) x 1786 Carolina van Nassau-Usingen (1762-1823)           | Frederik van Denemarken (1753-1805) x 1774 Sophia Frederika van Mecklenburg-Schwerin (1758-1794) | Frederik van Denemarken (1753-1805) x 1774 Sophia Frederika van Mecklenburg-Schwerin (1758-1794) | Frederik van Denemarken (1753-1805) x 1774 Sophia Frederika van Mecklenburg-Schwerin (1758-1794) | Frederik van Denemarken (1753-1805) x 1774 Sophia Frederika van Mecklenburg-Schwerin (1758-1794) | Frederik van Denemarken (1753-1805) x 1774 Sophia Frederika van Mecklenburg-Schwerin (1758-1794) | Karel XIV Johan van Zweden (1763-1844) x 1798 Désirée Clary (1777-1860)                         | Karel XIV Johan van Zweden (1763-1844) x 1798 Désirée Clary (1777-1860)                         | Karel XIV Johan van Zweden (1763-1844) x 1798 Désirée Clary (1777-1860)                         | Karel XIV Johan van Zweden (1763-1844) x 1798 Désirée Clary (1777-1860)                         | Karel XIV Johan van Zweden (1763-1844) x 1798 Désirée Clary (1777-1860)                         | Eugène de Beauharnais (1781-1824) x 1806 Augusta van Beieren (1788-1851)                        | Eugène de Beauharnais (1781-1824) x 1806 Augusta van Beieren (1788-1851)                        | Eugène de Beauharnais (1781-1824) x 1806 Augusta van Beieren (1788-1851)                        | Eugène de Beauharnais (1781-1824) x 1806 Augusta van Beieren (1788-1851)                        | Eugène de Beauharnais (1781-1824) x 1806 Augusta van Beieren (1788-1851)                        | Willem I van Oranje-Nassau (1772-1843) x 1791 Wilhelmina van Pruisen (1774-1837)                | Willem I van Oranje-Nassau (1772-1843) x 1791 Wilhelmina van Pruisen (1774-1837)                | Willem I van Oranje-Nassau (1772-1843) x 1791 Wilhelmina van Pruisen (1774-1837)                | Willem I van Oranje-Nassau (1772-1843) x 1791 Wilhelmina van Pruisen (1774-1837)                | Willem I van Oranje-Nassau (1772-1843) x 1791 Wilhelmina van Pruisen (1774-1837)                | Frederik Willem III van Pruisen (1770-1840) x 1793 Louise van Mecklenburg-Strelitz (1776-1810)  | Frederik Willem III van Pruisen (1770-1840) x 1793 Louise van Mecklenburg-Strelitz (1776-1810)  | Frederik Willem III van Pruisen (1770-1840) x 1793 Louise van Mecklenburg-Strelitz (1776-1810)  | Frederik Willem III van Pruisen (1770-1840) x 1793 Louise van Mecklenburg-Strelitz (1776-1810)  | Frederik Willem III van Pruisen (1770-1840) x 1793 Louise van Mecklenburg-Strelitz (1776-1810)  |
| Overgrootouders                                                                               | Frederik Willem van Sleeswijk-Holstein-Sonderburg-Glücksburg (1785-1831) x 1810 Louise Carolina van Hessen (1789-1867)    | Frederik Willem van Sleeswijk-Holstein-Sonderburg-Glücksburg (1785-1831) x 1810 Louise Carolina van Hessen (1789-1867)    | Frederik Willem van Sleeswijk-Holstein-Sonderburg-Glücksburg (1785-1831) x 1810 Louise Carolina van Hessen (1789-1867)    | Frederik Willem van Sleeswijk-Holstein-Sonderburg-Glücksburg (1785-1831) x 1810 Louise Carolina van Hessen (1789-1867)    | Frederik Willem van Sleeswijk-Holstein-Sonderburg-Glücksburg (1785-1831) x 1810 Louise Carolina van Hessen (1789-1867)    | Frederik Willem van Sleeswijk-Holstein-Sonderburg-Glücksburg (1785-1831) x 1810 Louise Carolina van Hessen (1789-1867) | Frederik Willem van Sleeswijk-Holstein-Sonderburg-Glücksburg (1785-1831) x 1810 Louise Carolina van Hessen (1789-1867) | Frederik Willem van Sleeswijk-Holstein-Sonderburg-Glücksburg (1785-1831) x 1810 Louise Carolina van Hessen (1789-1867) | Frederik Willem van Sleeswijk-Holstein-Sonderburg-Glücksburg (1785-1831) x 1810 Louise Carolina van Hessen (1789-1867) | Frederik Willem van Sleeswijk-Holstein-Sonderburg-Glücksburg (1785-1831) x 1810 Louise Carolina van Hessen (1789-1867) | Willem van Hessen-Kassel (1787-1867) x 1810 Louise Charlotte van Denemarken (1789-1864)         | Willem van Hessen-Kassel (1787-1867) x 1810 Louise Charlotte van Denemarken (1789-1864)         | Willem van Hessen-Kassel (1787-1867) x 1810 Louise Charlotte van Denemarken (1789-1864)         | Willem van Hessen-Kassel (1787-1867) x 1810 Louise Charlotte van Denemarken (1789-1864)         | Willem van Hessen-Kassel (1787-1867) x 1810 Louise Charlotte van Denemarken (1789-1864)         | Willem van Hessen-Kassel (1787-1867) x 1810 Louise Charlotte van Denemarken (1789-1864)          | Willem van Hessen-Kassel (1787-1867) x 1810 Louise Charlotte van Denemarken (1789-1864)          | Willem van Hessen-Kassel (1787-1867) x 1810 Louise Charlotte van Denemarken (1789-1864)          | Willem van Hessen-Kassel (1787-1867) x 1810 Louise Charlotte van Denemarken (1789-1864)          | Willem van Hessen-Kassel (1787-1867) x 1810 Louise Charlotte van Denemarken (1789-1864)          | Oscar I van Zweden (1799-1859) x 1823 Josephine van Leuchtenberg (1807-1876)                    | Oscar I van Zweden (1799-1859) x 1823 Josephine van Leuchtenberg (1807-1876)                    | Oscar I van Zweden (1799-1859) x 1823 Josephine van Leuchtenberg (1807-1876)                    | Oscar I van Zweden (1799-1859) x 1823 Josephine van Leuchtenberg (1807-1876)                    | Oscar I van Zweden (1799-1859) x 1823 Josephine van Leuchtenberg (1807-1876)                    | Oscar I van Zweden (1799-1859) x 1823 Josephine van Leuchtenberg (1807-1876)                    | Oscar I van Zweden (1799-1859) x 1823 Josephine van Leuchtenberg (1807-1876)                    | Oscar I van Zweden (1799-1859) x 1823 Josephine van Leuchtenberg (1807-1876)                    | Oscar I van Zweden (1799-1859) x 1823 Josephine van Leuchtenberg (1807-1876)                    | Oscar I van Zweden (1799-1859) x 1823 Josephine van Leuchtenberg (1807-1876)                    | Frederik van Oranje-Nassau (1797-1881) x 1825 Louise van Pruisen (1808-1870)                    | Frederik van Oranje-Nassau (1797-1881) x 1825 Louise van Pruisen (1808-1870)                    | Frederik van Oranje-Nassau (1797-1881) x 1825 Louise van Pruisen (1808-1870)                    | Frederik van Oranje-Nassau (1797-1881) x 1825 Louise van Pruisen (1808-1870)                    | Frederik van Oranje-Nassau (1797-1881) x 1825 Louise van Pruisen (1808-1870)                    | Frederik van Oranje-Nassau (1797-1881) x 1825 Louise van Pruisen (1808-1870)                    | Frederik van Oranje-Nassau (1797-1881) x 1825 Louise van Pruisen (1808-1870)                    | Frederik van Oranje-Nassau (1797-1881) x 1825 Louise van Pruisen (1808-1870)                    | Frederik van Oranje-Nassau (1797-1881) x 1825 Louise van Pruisen (1808-1870)                    | Frederik van Oranje-Nassau (1797-1881) x 1825 Louise van Pruisen (1808-1870)                    |
| Grootouders                                                                                   | Christiaan IX van Denemarken (1818-1906) x 1842 Louise van Hessen-Kassel (1817-1898)                                      | Christiaan IX van Denemarken (1818-1906) x 1842 Louise van Hessen-Kassel (1817-1898)                                      | Christiaan IX van Denemarken (1818-1906) x 1842 Louise van Hessen-Kassel (1817-1898)                                      | Christiaan IX van Denemarken (1818-1906) x 1842 Louise van Hessen-Kassel (1817-1898)                                      | Christiaan IX van Denemarken (1818-1906) x 1842 Louise van Hessen-Kassel (1817-1898)                                      | Christiaan IX van Denemarken (1818-1906) x 1842 Louise van Hessen-Kassel (1817-1898)                                   | Christiaan IX van Denemarken (1818-1906) x 1842 Louise van Hessen-Kassel (1817-1898)                                   | Christiaan IX van Denemarken (1818-1906) x 1842 Louise van Hessen-Kassel (1817-1898)                                   | Christiaan IX van Denemarken (1818-1906) x 1842 Louise van Hessen-Kassel (1817-1898)                                   | Christiaan IX van Denemarken (1818-1906) x 1842 Louise van Hessen-Kassel (1817-1898)                                   | Christiaan IX van Denemarken (1818-1906) x 1842 Louise van Hessen-Kassel (1817-1898)            | Christiaan IX van Denemarken (1818-1906) x 1842 Louise van Hessen-Kassel (1817-1898)            | Christiaan IX van Denemarken (1818-1906) x 1842 Louise van Hessen-Kassel (1817-1898)            | Christiaan IX van Denemarken (1818-1906) x 1842 Louise van Hessen-Kassel (1817-1898)            | Christiaan IX van Denemarken (1818-1906) x 1842 Louise van Hessen-Kassel (1817-1898)            | Christiaan IX van Denemarken (1818-1906) x 1842 Louise van Hessen-Kassel (1817-1898)             | Christiaan IX van Denemarken (1818-1906) x 1842 Louise van Hessen-Kassel (1817-1898)             | Christiaan IX van Denemarken (1818-1906) x 1842 Louise van Hessen-Kassel (1817-1898)             | Christiaan IX van Denemarken (1818-1906) x 1842 Louise van Hessen-Kassel (1817-1898)             | Christiaan IX van Denemarken (1818-1906) x 1842 Louise van Hessen-Kassel (1817-1898)             | Karel XV van Zweden (1826-1872) x 1850 Louise van Oranje-Nassau (1828-1871)                     | Karel XV van Zweden (1826-1872) x 1850 Louise van Oranje-Nassau (1828-1871)                     | Karel XV van Zweden (1826-1872) x 1850 Louise van Oranje-Nassau (1828-1871)                     | Karel XV van Zweden (1826-1872) x 1850 Louise van Oranje-Nassau (1828-1871)                     | Karel XV van Zweden (1826-1872) x 1850 Louise van Oranje-Nassau (1828-1871)                     | Karel XV van Zweden (1826-1872) x 1850 Louise van Oranje-Nassau (1828-1871)                     | Karel XV van Zweden (1826-1872) x 1850 Louise van Oranje-Nassau (1828-1871)                     | Karel XV van Zweden (1826-1872) x 1850 Louise van Oranje-Nassau (1828-1871)                     | Karel XV van Zweden (1826-1872) x 1850 Louise van Oranje-Nassau (1828-1871)                     | Karel XV van Zweden (1826-1872) x 1850 Louise van Oranje-Nassau (1828-1871)                     | Karel XV van Zweden (1826-1872) x 1850 Louise van Oranje-Nassau (1828-1871)                     | Karel XV van Zweden (1826-1872) x 1850 Louise van Oranje-Nassau (1828-1871)                     | Karel XV van Zweden (1826-1872) x 1850 Louise van Oranje-Nassau (1828-1871)                     | Karel XV van Zweden (1826-1872) x 1850 Louise van Oranje-Nassau (1828-1871)                     | Karel XV van Zweden (1826-1872) x 1850 Louise van Oranje-Nassau (1828-1871)                     | Karel XV van Zweden (1826-1872) x 1850 Louise van Oranje-Nassau (1828-1871)                     | Karel XV van Zweden (1826-1872) x 1850 Louise van Oranje-Nassau (1828-1871)                     | Karel XV van Zweden (1826-1872) x 1850 Louise van Oranje-Nassau (1828-1871)                     | Karel XV van Zweden (1826-1872) x 1850 Louise van Oranje-Nassau (1828-1871)                     | Karel XV van Zweden (1826-1872) x 1850 Louise van Oranje-Nassau (1828-1871)                     |
| Ouders                                                                                        | Frederik VIII van Denemarken (1843-1912) x 1869 Louise Bernadotte (1851-1926)                                             | Frederik VIII van Denemarken (1843-1912) x 1869 Louise Bernadotte (1851-1926)                                             | Frederik VIII van Denemarken (1843-1912) x 1869 Louise Bernadotte (1851-1926)                                             | Frederik VIII van Denemarken (1843-1912) x 1869 Louise Bernadotte (1851-1926)                                             | Frederik VIII van Denemarken (1843-1912) x 1869 Louise Bernadotte (1851-1926)                                             | Frederik VIII van Denemarken (1843-1912) x 1869 Louise Bernadotte (1851-1926)                                          | Frederik VIII van Denemarken (1843-1912) x 1869 Louise Bernadotte (1851-1926)                                          | Frederik VIII van Denemarken (1843-1912) x 1869 Louise Bernadotte (1851-1926)                                          | Frederik VIII van Denemarken (1843-1912) x 1869 Louise Bernadotte (1851-1926)                                          | Frederik VIII van Denemarken (1843-1912) x 1869 Louise Bernadotte (1851-1926)                                          | Frederik VIII van Denemarken (1843-1912) x 1869 Louise Bernadotte (1851-1926)                   | Frederik VIII van Denemarken (1843-1912) x 1869 Louise Bernadotte (1851-1926)                   | Frederik VIII van Denemarken (1843-1912) x 1869 Louise Bernadotte (1851-1926)                   | Frederik VIII van Denemarken (1843-1912) x 1869 Louise Bernadotte (1851-1926)                   | Frederik VIII van Denemarken (1843-1912) x 1869 Louise Bernadotte (1851-1926)                   | Frederik VIII van Denemarken (1843-1912) x 1869 Louise Bernadotte (1851-1926)                    | Frederik VIII van Denemarken (1843-1912) x 1869 Louise Bernadotte (1851-1926)                    | Frederik VIII van Denemarken (1843-1912) x 1869 Louise Bernadotte (1851-1926)                    | Frederik VIII van Denemarken (1843-1912) x 1869 Louise Bernadotte (1851-1926)                    | Frederik VIII van Denemarken (1843-1912) x 1869 Louise Bernadotte (1851-1926)                    | Frederik VIII van Denemarken (1843-1912) x 1869 Louise Bernadotte (1851-1926)                   | Frederik VIII van Denemarken (1843-1912) x 1869 Louise Bernadotte (1851-1926)                   | Frederik VIII van Denemarken (1843-1912) x 1869 Louise Bernadotte (1851-1926)                   | Frederik VIII van Denemarken (1843-1912) x 1869 Louise Bernadotte (1851-1926)                   | Frederik VIII van Denemarken (1843-1912) x 1869 Louise Bernadotte (1851-1926)                   | Frederik VIII van Denemarken (1843-1912) x 1869 Louise Bernadotte (1851-1926)                   | Frederik VIII van Denemarken (1843-1912) x 1869 Louise Bernadotte (1851-1926)                   | Frederik VIII van Denemarken (1843-1912) x 1869 Louise Bernadotte (1851-1926)                   | Frederik VIII van Denemarken (1843-1912) x 1869 Louise Bernadotte (1851-1926)                   | Frederik VIII van Denemarken (1843-1912) x 1869 Louise Bernadotte (1851-1926)                   | Frederik VIII van Denemarken (1843-1912) x 1869 Louise Bernadotte (1851-1926)                   | Frederik VIII van Denemarken (1843-1912) x 1869 Louise Bernadotte (1851-1926)                   | Frederik VIII van Denemarken (1843-1912) x 1869 Louise Bernadotte (1851-1926)                   | Frederik VIII van Denemarken (1843-1912) x 1869 Louise Bernadotte (1851-1926)                   | Frederik VIII van Denemarken (1843-1912) x 1869 Louise Bernadotte (1851-1926)                   | Frederik VIII van Denemarken (1843-1912) x 1869 Louise Bernadotte (1851-1926)                   | Frederik VIII van Denemarken (1843-1912) x 1869 Louise Bernadotte (1851-1926)                   | Frederik VIII van Denemarken (1843-1912) x 1869 Louise Bernadotte (1851-1926)                   | Frederik VIII van Denemarken (1843-1912) x 1869 Louise Bernadotte (1851-1926)                   | Frederik VIII van Denemarken (1843-1912) x 1869 Louise Bernadotte (1851-1926)                   |
| Karel (1872-1952) Haakon VII van Noorwegen x 1896 Maud van Saksen-Coburg en Gotha (1869-1938) | | | | | | | | | | |                                                                                                 |                                                                                                 |                                                                                                 |                                                                                                 |                                                                                                 |                                                                                                  |                                                                                                  |                                                                                                  |                                                                                                  |                                                                                                  |                                                                                                 |                                                                                                 |                                                                                                 |                                                                                                 |                                                                                                 |                                                                                                 |                                                                                                 |                                                                                                 |                                                                                                 |                                                                                                 |                                                                                                 |                                                                                                 |                                                                                                 |                                                                                                 |                                                                                                 |                                                                                                 |                                                                                                 |                                                                                                 |                                                                                                 |                                                                                                 |
| Kinderen                                                                                      | Alexander Frederik Eduard Christiaan (1903-1991) Olaf V van Noorwegen x 1929 Märtha (1901-1954)                           | Alexander Frederik Eduard Christiaan (1903-1991) Olaf V van Noorwegen x 1929 Märtha (1901-1954)                           | Alexander Frederik Eduard Christiaan (1903-1991) Olaf V van Noorwegen x 1929 Märtha (1901-1954)                           | Alexander Frederik Eduard Christiaan (1903-1991) Olaf V van Noorwegen x 1929 Märtha (1901-1954)                           | Alexander Frederik Eduard Christiaan (1903-1991) Olaf V van Noorwegen x 1929 Märtha (1901-1954)                           | Alexander Frederik Eduard Christiaan (1903-1991) Olaf V van Noorwegen x 1929 Märtha (1901-1954)                        | Alexander Frederik Eduard Christiaan (1903-1991) Olaf V van Noorwegen x 1929 Märtha (1901-1954)                        | Alexander Frederik Eduard Christiaan (1903-1991) Olaf V van Noorwegen x 1929 Märtha (1901-1954)                        | Alexander Frederik Eduard Christiaan (1903-1991) Olaf V van Noorwegen x 1929 Märtha (1901-1954)                        | Alexander Frederik Eduard Christiaan (1903-1991) Olaf V van Noorwegen x 1929 Märtha (1901-1954)                        | Alexander Frederik Eduard Christiaan (1903-1991) Olaf V van Noorwegen x 1929 Märtha (1901-1954) | Alexander Frederik Eduard Christiaan (1903-1991) Olaf V van Noorwegen x 1929 Märtha (1901-1954) | Alexander Frederik Eduard Christiaan (1903-1991) Olaf V van Noorwegen x 1929 Märtha (1901-1954) | Alexander Frederik Eduard Christiaan (1903-1991) Olaf V van Noorwegen x 1929 Märtha (1901-1954) | Alexander Frederik Eduard Christiaan (1903-1991) Olaf V van Noorwegen x 1929 Märtha (1901-1954) | Alexander Frederik Eduard Christiaan (1903-1991) Olaf V van Noorwegen x 1929 Märtha (1901-1954)  | Alexander Frederik Eduard Christiaan (1903-1991) Olaf V van Noorwegen x 1929 Märtha (1901-1954)  | Alexander Frederik Eduard Christiaan (1903-1991) Olaf V van Noorwegen x 1929 Märtha (1901-1954)  | Alexander Frederik Eduard Christiaan (1903-1991) Olaf V van Noorwegen x 1929 Märtha (1901-1954)  | Alexander Frederik Eduard Christiaan (1903-1991) Olaf V van Noorwegen x 1929 Märtha (1901-1954)  | Alexander Frederik Eduard Christiaan (1903-1991) Olaf V van Noorwegen x 1929 Märtha (1901-1954) | Alexander Frederik Eduard Christiaan (1903-1991) Olaf V van Noorwegen x 1929 Märtha (1901-1954) | Alexander Frederik Eduard Christiaan (1903-1991) Olaf V van Noorwegen x 1929 Märtha (1901-1954) | Alexander Frederik Eduard Christiaan (1903-1991) Olaf V van Noorwegen x 1929 Märtha (1901-1954) | Alexander Frederik Eduard Christiaan (1903-1991) Olaf V van Noorwegen x 1929 Märtha (1901-1954) | Alexander Frederik Eduard Christiaan (1903-1991) Olaf V van Noorwegen x 1929 Märtha (1901-1954) | Alexander Frederik Eduard Christiaan (1903-1991) Olaf V van Noorwegen x 1929 Märtha (1901-1954) | Alexander Frederik Eduard Christiaan (1903-1991) Olaf V van Noorwegen x 1929 Märtha (1901-1954) | Alexander Frederik Eduard Christiaan (1903-1991) Olaf V van Noorwegen x 1929 Märtha (1901-1954) | Alexander Frederik Eduard Christiaan (1903-1991) Olaf V van Noorwegen x 1929 Märtha (1901-1954) | Alexander Frederik Eduard Christiaan (1903-1991) Olaf V van Noorwegen x 1929 Märtha (1901-1954) | Alexander Frederik Eduard Christiaan (1903-1991) Olaf V van Noorwegen x 1929 Märtha (1901-1954) | Alexander Frederik Eduard Christiaan (1903-1991) Olaf V van Noorwegen x 1929 Märtha (1901-1954) | Alexander Frederik Eduard Christiaan (1903-1991) Olaf V van Noorwegen x 1929 Märtha (1901-1954) | Alexander Frederik Eduard Christiaan (1903-1991) Olaf V van Noorwegen x 1929 Märtha (1901-1954) | Alexander Frederik Eduard Christiaan (1903-1991) Olaf V van Noorwegen x 1929 Märtha (1901-1954) | Alexander Frederik Eduard Christiaan (1903-1991) Olaf V van Noorwegen x 1929 Märtha (1901-1954) | Alexander Frederik Eduard Christiaan (1903-1991) Olaf V van Noorwegen x 1929 Märtha (1901-1954) | Alexander Frederik Eduard Christiaan (1903-1991) Olaf V van Noorwegen x 1929 Märtha (1901-1954) | Alexander Frederik Eduard Christiaan (1903-1991) Olaf V van Noorwegen x 1929 Märtha (1901-1954) |
| Kleinkinderen                                                                                 | Ragnhild (1930-2012) x 1953 Erling Sven Lorentzen (1923)                                                                  | Ragnhild (1930-2012) x 1953 Erling Sven Lorentzen (1923)                                                                  | Ragnhild (1930-2012) x 1953 Erling Sven Lorentzen (1923)                                                                  | Ragnhild (1930-2012) x 1953 Erling Sven Lorentzen (1923)                                                                  | Ragnhild (1930-2012) x 1953 Erling Sven Lorentzen (1923)                                                                  | Ragnhild (1930-2012) x 1953 Erling Sven Lorentzen (1923)                                                               | Ragnhild (1930-2012) x 1953 Erling Sven Lorentzen (1923)                                                               | Ragnhild (1930-2012) x 1953 Erling Sven Lorentzen (1923)                                                               | Ragnhild (1930-2012) x 1953 Erling Sven Lorentzen (1923)                                                               | Ragnhild (1930-2012) x 1953 Erling Sven Lorentzen (1923)                                                               | Ragnhild (1930-2012) x 1953 Erling Sven Lorentzen (1923)                                        | Ragnhild (1930-2012) x 1953 Erling Sven Lorentzen (1923)                                        | Astrid (1932) x 1961 Johan Martin Ferner (1927-2015)                                            | Astrid (1932) x 1961 Johan Martin Ferner (1927-2015)                                            | Astrid (1932) x 1961 Johan Martin Ferner (1927-2015)                                            | Astrid (1932) x 1961 Johan Martin Ferner (1927-2015)                                             | Astrid (1932) x 1961 Johan Martin Ferner (1927-2015)                                             | Astrid (1932) x 1961 Johan Martin Ferner (1927-2015)                                             | Astrid (1932) x 1961 Johan Martin Ferner (1927-2015)                                             | Astrid (1932) x 1961 Johan Martin Ferner (1927-2015)                                             | Astrid (1932) x 1961 Johan Martin Ferner (1927-2015)                                            | Astrid (1932) x 1961 Johan Martin Ferner (1927-2015)                                            | Astrid (1932) x 1961 Johan Martin Ferner (1927-2015)                                            | Astrid (1932) x 1961 Johan Martin Ferner (1927-2015)                                            | Astrid (1932) x 1961 Johan Martin Ferner (1927-2015)                                            | Astrid (1932) x 1961 Johan Martin Ferner (1927-2015)                                            | Astrid (1932) x 1961 Johan Martin Ferner (1927-2015)                                            | Astrid (1932) x 1961 Johan Martin Ferner (1927-2015)                                            | Astrid (1932) x 1961 Johan Martin Ferner (1927-2015)                                            | Astrid (1932) x 1961 Johan Martin Ferner (1927-2015)                                            | Astrid (1932) x 1961 Johan Martin Ferner (1927-2015)                                            | Astrid (1932) x 1961 Johan Martin Ferner (1927-2015)                                            | Harald (1937) Harald V van Noorwegen x 1968 Sonja Haraldsen (1937)                              | Harald (1937) Harald V van Noorwegen x 1968 Sonja Haraldsen (1937)                              | Harald (1937) Harald V van Noorwegen x 1968 Sonja Haraldsen (1937)                              | Harald (1937) Harald V van Noorwegen x 1968 Sonja Haraldsen (1937)                              | Harald (1937) Harald V van Noorwegen x 1968 Sonja Haraldsen (1937)                              | Harald (1937) Harald V van Noorwegen x 1968 Sonja Haraldsen (1937)                              | Harald (1937) Harald V van Noorwegen x 1968 Sonja Haraldsen (1937)                              | Harald (1937) Harald V van Noorwegen x 1968 Sonja Haraldsen (1937)                              |
| Achterkleinkinderen                                                                           | Haakon (1954) x 1982 Martha Carvalho de Freitas (1958)                                                                    | Haakon (1954) x 1982 Martha Carvalho de Freitas (1958)                                                                    | Haakon (1954) x 1982 Martha Carvalho de Freitas (1958)                                                                    | Haakon (1954) x 1982 Martha Carvalho de Freitas (1958)                                                                    | Ingeborg (1957) x 1982 Paulo César Ribeiro Filho (1956)                                                                   | Ingeborg (1957) x 1982 Paulo César Ribeiro Filho (1956)                                                                | Ingeborg (1957) x 1982 Paulo César Ribeiro Filho (1956)                                                                | Ingeborg (1957) x 1982 Paulo César Ribeiro Filho (1956)                                                                | Ragnhild (1968) x 2003 Aaron Matthew Long (1966)                                                                       | Ragnhild (1968) x 2003 Aaron Matthew Long (1966)                                                                       | Ragnhild (1968) x 2003 Aaron Matthew Long (1966)                                                | Ragnhild (1968) x 2003 Aaron Matthew Long (1966)                                                | Cathrine (1962) x 1989 Arild Johansen (1961)                                                    | Cathrine (1962) x 1989 Arild Johansen (1961)                                                    | Cathrine (1962) x 1989 Arild Johansen (1961)                                                    | Cathrine (1962) x 1989 Arild Johansen (1961)                                                     | Benedikte (1963)                                                                                 | Benedikte (1963)                                                                                 | Benedikte (1963)                                                                                 | Benedikte (1963)                                                                                 | Alexander (1965) x 1996 Margrét Gudmundsdóttir (1966)                                           | Alexander (1965) x 1996 Margrét Gudmundsdóttir (1966)                                           | Alexander (1965) x 1996 Margrét Gudmundsdóttir (1966)                                           | Alexander (1965) x 1996 Margrét Gudmundsdóttir (1966)                                           | Elisabeth (1969) x 1992 Tom Folke Beckmann (1963)                                               | Elisabeth (1969) x 1992 Tom Folke Beckmann (1963)                                               | Elisabeth (1969) x 1992 Tom Folke Beckmann (1963)                                               | Elisabeth (1969) x 1992 Tom Folke Beckmann (1963)                                               | Carl-Christian (1972)                                                                           | Carl-Christian (1972)                                                                           | Carl-Christian (1972)                                                                           | Carl-Christian (1972)                                                                           | Märtha Louise (1971) x 2002 Ari Behn (1972)                                                     | Märtha Louise (1971) x 2002 Ari Behn (1972)                                                     | Märtha Louise (1971) x 2002 Ari Behn (1972)                                                     | Märtha Louise (1971) x 2002 Ari Behn (1972)                                                     | Haakon Magnus (1973) x 2001 Mette-Marit Tjessem Høiby (1973)                                    | Haakon Magnus (1973) x 2001 Mette-Marit Tjessem Høiby (1973)                                    | Haakon Magnus (1973) x 2001 Mette-Marit Tjessem Høiby (1973)                                    | Haakon Magnus (1973) x 2001 Mette-Marit Tjessem Høiby (1973)                                    |
| Betachterkleinkinderen                                                                        | Olav (1985) Christian (1988) Sophia (1994)                                                                                | Olav (1985) Christian (1988) Sophia (1994)                                                                                | Olav (1985) Christian (1988) Sophia (1994)                                                                                | Olav (1985) Christian (1988) Sophia (1994)                                                                                | Victoria Ragna (1988) | Victoria Ragna (1988)                                                                                                  | Victoria Ragna (1988)                                                                                                  | Victoria Ragna (1988)                                                                                                  | Alexandra (2007) Elizabeth (2011)                                                                                      | Alexandra (2007) Elizabeth (2011)                                                                                      | Alexandra (2007) Elizabeth (2011)                                                               | Alexandra (2007) Elizabeth (2011)                                                               | Sebastian (1990) Madeleine (1993)                                                               | Sebastian (1990) Madeleine (1993)                                                               | Sebastian (1990) Madeleine (1993)                                                               | Sebastian (1990) Madeleine (1993)                                                                | -                                                                                                | -                                                                                                | -                                                                                                | -                                                                                                | Edward (1996) Stella (1998)                                                                     | Edward (1996) Stella (1998)                                                                     | Edward (1996) Stella (1998)                                                                     | Edward (1996) Stella (1998)                                                                     | Benjamin (1999)                                                                                 | Benjamin (1999)                                                                                 | Benjamin (1999)                                                                                 | Benjamin (1999)                                                                                 | -                                                                                               | -                                                                                               | -                                                                                               | -                                                                                               | Maud Angelica (2003) Leah Isadora (2005) Emma Tallulah (2008)                                   | Maud Angelica (2003) Leah Isadora (2005) Emma Tallulah (2008)                                   | Maud Angelica (2003) Leah Isadora (2005) Emma Tallulah (2008)                                   | Maud Angelica (2003) Leah Isadora (2005) Emma Tallulah (2008)                                   | Ingrid Alexandra (2004) Sverre Magnus (2005)                                                    | Ingrid Alexandra (2004) Sverre Magnus (2005)                                                    | Ingrid Alexandra (2004) Sverre Magnus (2005)                                                    | Ingrid Alexandra (2004) Sverre Magnus (2005)                                                    |